# Koszovó címere

Koszovó címere

Koszovó címere a koszovói parlament 2008. február 17-ei ülésén elfogadott egyoldalú függetlenségi nyilatkozattal bevezetett és használt, de hivatalosan még nem elfogadott címer. A címerpajzs ívelt, háttere kék, szegélye arany színű. A pajzs középen Koszovó térképi vetületét tartalmazza arany színben, fölötte pedig hat darab fehér ötágú csillag helyezkedik el. A címerével megegyező motívumok találhatók Koszovó zászlaján is.